# Mario Girardon
Mario Girardon (Mestre, 2 aprile 1884 – ...) è stato un giornalista, scrittore, editore e collezionista d'arte italiano.

## Biografia

### Le origini
Mario Girardon nacque a Mestre da Giovanni Girardon ed Emma Sommazzi. Dopo la morte del marito, la madre si risposò con Ugo Rigobon, vice direttore e segretario della Banca Veneta. Anche due dei fratelli del giornalista intrapresero la carriera bancaria, venendo impiegati in varie sedi della Banca Commerciale Italiana.
Il fratello Giovanni, invece, fu direttore, in Italia, di diverse sedi della Banca Italiana di Sconto e nel 1920 divenne vicepresidente della banca newyorkese Italian Discount & Trust co.. Successivamente, passò alla Bowery & East River National Bank. Fu anche tesoriere del fondo pro Casa Italiana, un edificio della Columbia University, costruito tra il 1926 e il 1927, che fungeva da estensione del governo Mussolini e che fu inaugurato in collaborazione con Nicholas Murray Butler, rettore di tale università.
In seguito, Mario Girardon servì nell'Esercito, conseguendo il grado di sergente. Tuttavia, per non avere risposto a una chiamata per istruzione mentre si trovava in Svizzera, venne degradato e condannato a un mese di carcere. Venne tuttavia graziato, pertanto non dovette mai scontare la pena comminatagli.

### A Parigi come corrispondente
Prima della Grande guerra fu corrispondente da Venezia de Il Resto del Carlino. Tra il 1910 e il 1913 collaborò con la rivista fiorentina La Voce, prevalentemente con articoli su Venezia.
Allo scoppio del conflitto venne inviato in Francia dalla direzione del Carlino, per volontà del tenente Alberto Caroncini dell'Università di Torino, con l'incarico di giornalista politico e corrispondente di guerra. Poco dopo, anche Alfredo Frassati, direttore de La Stampa, iniziò a servirsi di lui come articolista dalla capitale francese.
La partenza del giornalista per Parigi era avvenuta a metà dell'agosto 1914, poco dopo l'inizio del conflitto. Al suo arrivo nella capitale francese prese stanza al 33 di Rue Vivienne. Sebbene fosse stato costretto ad abbandonare di frequente l'alloggio, in quel periodo, per svolgere l'incarico di corrispondente dai luoghi di guerra, continuò a risiedere comunque in Rue Vivienne fino all'ottobre successivo.
Nello stesso periodo intervistò numerosi esponenti del mondo politico, filosofico e letterario d'Oltralpe, come Émile Boutroux, Henri Bergson, Georges Clemenceau, Anatole France e Gustave Hervé, soprattutto per conto del Carlino e de La Stampa.

### A Ginevra con Mussolini e Naldi
Non fece ritorno in Italia prima del novembre del 1914, per la precisione a Bologna, per sbrigare alcuni affari domestici insieme alla fidanzata (che sposò nel maggio 1915). Al suo arrivo in città venne subito informato del fatto che Filippo Naldi del Carlino aveva intenzione di fondare un quotidiano dal nome Il Popolo d'Italia, insieme al socialista Benito Mussolini. Ricevette così l'incarico dal suo direttore di tornare immediatamente nella capitale francese come corrispondente anche del nascituro giornale.
Già l'indomani partì da Bologna insieme a lui, facendo tappa, prima a Milano, dove li attendeva Mussolini, poi a Ginevra. Nella città meneghina tennero una serie di incontri all'albergo “La Bella Venezia”, in piazza San Fedele. Luogo, quest'ultimo, in cui rimasero per parecchi giorni, dopodiché raggiunsero la Svizzera in treno, partendo dalla vecchia stazione centrale di Milano, accompagnati da un deputato amico di Naldi e dall’intellettuale liberale Paolo Arcari.
Lo scopo del viaggio era quello di provare ad intercettare alcuni alti esponenti politici francesi (Charles Dumas) e di contattare l'ufficio ginevrino della agenzia di pubblicità Haasenstein & Vogler al fine di instaurare con essa una collaborazione a favore de Il Popolo d'Italia. Rimasero a Ginevra due soli giorni, dopodiché Girardon ripartì in treno alla volta di Parigi, con l'incarico di corrispondente del quotidiano da Parigi che Mussolini gli aveva confermato personalmente poco prima della partenza.
In seguito, nel 1917, il giornalista mestrino affermò, però, di essersi visto annullare l'incarico da Mussolini poco tempo dopo il viaggio a Ginevra. Nel 1937, invece, raccontò del rifiuto opposto alla proposta di entrare a Il Popolo d'Italia come collaboratore della direzione del quotidiano, che lo stesso Mussolini gli aveva fatto nel corso del maggio 1915, poco dopo, cioè, l'improvvisa revoca dell'incarico di corrispondente da Parigi.
Dopo il matrimonio, avvenuto come detto in Italia, anch'esso nel maggio 1915, il giornalista fece nuovamente ritorno a Parigi, questa volta con la consorte, stabilendosi insieme a lei al 58 di Boulevard de Clichy, e ricominciò immediatamente a lavorare come corrispondente, anche questa volta su espressa richiesta del professor Caroncini, svolgendo tale compito con una certa regolarità, soprattutto dal luglio all'ottobre di quell'anno.

### Con Filippo Naldi a Parigi
Nel 1917 Girardon dichiarò di non avere mai frequentato Parigi insieme al suo superiore Filippo Naldi prima dell'ottobre 1915, forse per evitare di venire associato allo “scandalo” dei finanziamenti francesi a Il Popolo d'Italia. Ma, a partire dal novembre del 1915, venne notato sempre più spesso nella capitale francese, in compagnia proprio del suo direttore e di Charles Dumas, politico francese della Sezione Francese dell'Internazionale Operaia, che già aveva conosciuto a Ginevra, l'anno precedente.
Anche il contributo di un certo Finot, descritto da Girardon come direttore di una nota rivista francese, fu fondamentale per permettere allo stesso giornalista mestrino di penetrare con una certa facilità negli ambienti dell’élite politico-giornalistica parigina, talvolta anche senza Naldi. Col direttore frequentò anche il Presidente della Camera francese Paul Deschanel ed ebbe modo di incontrare René Viviani al Quai d'Orsay, probabilmente quando questi era Ministro degli Affari Esteri nei governi Viviani 1 e Viviani 2 da lui stesso presieduti.
Obiettivo degli incontri era concludere un paio di affari molto importanti, a cui comparteciparono italiani e francesi, legati alla realizzazione sia di motori per aeroplani di marca Hispano-Suiza, destinati anche all'aviazione italiana, sia di munizioni, attraverso la società milanese “Officina Darracq proiettili S.a.s.”, che l’imprenditore automobilistico transalpino Alexandre Darracq, figlio di Pierre Alexandre cofondò successivamente, nel 1916, nella città meneghina.

### All'Ufficio Storiografico della Mobilitazione
Nell'ottobre 1915 Girardon tornò nuovamente in Italia per prestare il servizio militare a Venezia, ma, dalla primavera del 1917 fino al settembre dello stesso anno, fu mandato a Roma all'Ufficio Storiografico della Mobilitazione, dove Giuseppe Prezzolini lo incaricò di svolgere un lavoro di carattere intellettuale: redigere uno studio circa “l'opinione della Francia durante la guerra europea”. In quell'occasione, però, Girardon, a sorpresa, fu autore di un atto che contrastava con l'interventismo dell'intero ufficio.
In seguito sia il direttore dell'USM, il capitano Giovanni Borelli, sia Prezzolini sottolinearono la sua insubordinazione, senza però mai arrivare a criticarlo: il primo disse che aveva “qualità notevoli di intelligenza investigatrice” e che la sua condotta morale era “correttissima ed insospettabile”, ma anche che era “disciplinarmente poco preciso” e “spirito lirico con tutti i pregi e difetti di questa qualità e il secondo, causticamente, lo definì “uno che gira per Roma spaziando nel campo delle idee che non ha mai espresso a nessuno”.
Nella capitale, attraverso Borelli, conobbe anche il senatore ed ex prefetto di Roma, Angelo Annaratone, amico di Naldi. Ma nell'ottobre 1917 rese noto che i suoi rapporti con il direttore del Carlino si erano conclusi nella primavera precedente, per il protrarsi dello stato di incertezza in cui versava il progetto di far nascere un nuovo giornale romano (Il Tempo) che Naldi coltivava da anni. La rottura avvenne perché, forse, anche Girardon rientrava in tale progetto “monco”, andato poi in porto, con successo, solo nel dicembre 1917.

### Girardon collezionista e finanziatore d'arte
Intorno al 1921, in società con l'artista piacentino Mario Broglio, creò una galleria d'arte a fini commerciali e finanziò sia tale galleria, sia la rivista romana Valori plastici, di cui il suo socio era direttore sin dal 1918. Quest'ultima riportava importanti informazioni relative alla cultura figurativa italiana e sosteneva il movimento omonimo, il quale ebbe un ruolo antimodernista, in un richiamo all'ordine e alla tradizione, e a cui aderirono anche Carlo Carrà, Giorgio Morandi, Giorgio De Chirico, Alberto Savinio e Ardengo Soffici.
Ma Girardon fu anche finanziatore diretto di alcuni degli artisti che aderivano a Valori plastici. Iniziò a compiere operazioni in favore di costoro intorno al 1919, quando il collega Mario Broglio, dopo avere visitato lo studio di Morandi, legò a sé quest'ultimo con un contratto di esclusiva, con pagamenti mensili a fronte di consegna di opere. Pagamenti, questi, che venivano effettuati dai suoi finanziatori, ovvero da Flaminio Martellotti e, appunto, dal socio Mario Girardon.
Tuttavia l'attività commerciale messa in piedi dal giornalista in società con Broglio e Martellotti non riscosse il successo previsto, nonostante le varie mostre che il movimento aveva organizzato in tutto il mondo. Infatti, molte opere rimasero invendute, sebbene fossero sicuramente di alta qualità.

### A New York con Prezzolini
Se è vero che nel 1917 Giuseppe Prezzolini non era stato sicuramente tenero nei confronti del collega, definendolo uno che spaziava “nel campo delle idee che non ha mai espresso a nessuno”, è anche vero, però, che negli anni trenta fu proprio lui, come direttore della Casa Italiana di New York, a fare in modo che Girardon, dopo essersi trasferito dall'Italia, iniziasse a collaborare con la struttura legata al Regime.
Tale ingresso però potrebbe essere stato facilitato anche dal fatto che, allora, il fratello di Mario, Giovanni, era vicepresidente di una delle banche italo-statunitensi che finanziavano regolarmente la stessa struttura. Del suo periodo newyorkese si sa anche che, venendo dall'Italia, Girardon aveva portato con sé alcune tele di Giorgio Morandi. Tele che, però, rivendette in seguito a Lamberto Vitali, amico e collaboratore del pittore bolognese.
Negli Stati Uniti, oltre a trattare la vendita di opere originali di Morandi, fu anche attivo nell'ambito del commercio di falsi metafisici, soprattutto di Giorgio De Chirico. Diffusione incontrollata, questa, che provocò purtroppo una legittima esasperazione nell'artista di origine palermitana. Anche se poi proprio di quest'ultimo emerse un'attività di falsario di sé stesso, come ha dimostrato del resto la segnalazione dell'esistenza di una copia di un suo dipinto da lui stesso realizzata per la Kunsthaus di Zurigo.

## Opere di Mario Girardon
- “Ode adriatica: pe'l campanile risorto”, Tip. Operai soc. an. coop., Venezia, 1912.
- “La quiete: ode”, Tip. F. Cellamare, Aquila degli Abruzzi, 1918.
- “La terra invasa”, Tip. F. Cellamare, Aquila degli Abruzzi, 1918.
- “The key to Mussolini’s secret - Mario Girardon - translated by Jim A. Viglione”, Italian editorial association, New York, 1937.
- “Il segreto di Mussolini”, in “Benito Mussolini: quattro testimonianze”, a cura di Renzo De Felice, La Nuova Italia, Firenze, 1976.
- “Oriani e la Voce: note e riflessioni”, a cura di Massimiliano Boni, con scritti rari di Luigi Ambrosini, Giovanni Amendola, Mario Girardon e Giuseppe Prezzolini, Edizioni italiane moderne, Bologna, 1988.